# Райгородська сільська рада (Сватівський район)
Райгоро́дська сільська рада — колишній орган місцевого самоврядування у Сватівському районі Луганської області з адміністративним центром у с. Райгородка.

## Загальні відомості
Історична дата утворення: в 1946 році. Водоймища на території, підпорядкованій даній раді: річка Жеребець.

## Населені пункти
Сільській раді підпорядковані населені пункти:
- с. Райгородка
- с. Надія
- с. Новоєгорівка (КОАТУУ 4424086503)
- с. Новоєгорівка (КОАТУУ 4424086505)
- с. Паталахівка
- с. Сергіївка

## Склад ради
Рада складається з 12 депутатів та голови.

### Керівний склад ради
| ПІБ                    | Основні відомості                                                                      | Дата обрання | Дата звільнення |
| ---------------------- | -------------------------------------------------------------------------------------- | ------------ | --------------- |
| Малець Тетяна Іванівна | Сільський голова, 1952 року народження, освіта, член Комуністичної партії України      | 26.03.2006   | 31.10.2010      |
| Малець Тетяна Іванівна | Сільський голова, 1952 року народження, освіта вища, член Комуністичної партії України | 31.10.2010   |                 |

Примітка: таблиця складена за даними джерела